# Äbtissinstraße 6 (Gernrode)

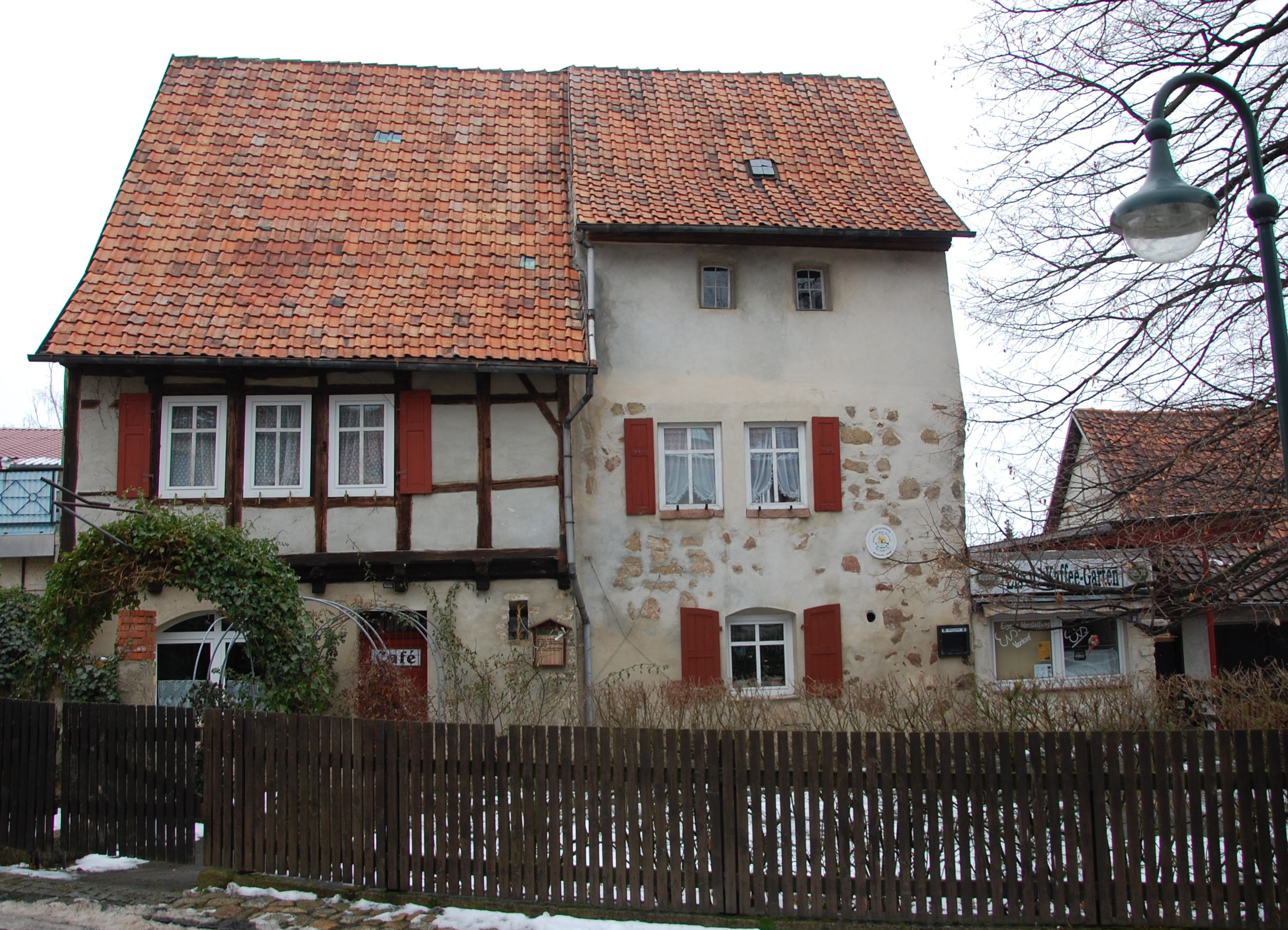
Äbtissinstraße 6

Das Haus Äbtissinstraße 6 ist ein denkmalgeschütztes Gebäude im zur Stadt Quedlinburg in Sachsen-Anhalt gehörenden Ortsteil Stadt Gernrode.

## Lage
Es befindet sich im historischen Ortskern Gernrodes etwas westlich der Stiftskirche St. Cyriakus und ist im örtlichen Denkmalverzeichnis als Edelhof eingetragen.

## Architektur und Geschichte
Die Anlage geht auf das Mittelalter zurück und besteht aus einem massiven, dreigeschossigen, verputzten Wohnturm und einem auf der Westseite des Turms im Jahr 1477 in Fachwerkbauweise entstandenen zweigeschossigen Wohnhaus. Das Gebäude ist in Ost-West-Richtung ausgerichtet, das obere Stockwerk kragt vor. Am Fachwerk finden sich beschnitzte Balkenköpfe in Walzenform sowie Schiffskehlen. Es handelt sich um den ältesten Profanbau Gernrodes. Das Gebäude steht unweit der alten Burgstelle und dem späteren Stiftsgelände, mit dem es geschichtlich in Beziehung stand.
Im Haus befindet sich ein Kellergewölbe, von dem angenommen wird, dass es ursprünglich als Lagerkeller der Stiftsbrauerei diente. Zum Stift führte ein unterirdischer Gang, der jedoch später zugeschüttet wurde. Das Gebäude diente als Klosterhof und wurde im 15. Jahrhundert zum Wirtschaftshof umgebaut.
Derzeit (Stand 2014) besteht eine gastronomische Nutzung.